# آپریچنا
آپریچنا (به ایتالیایی: Apricena) یک کومونه در ایتالیا است که در استان فوجا واقع شده‌است.

## خصوصیات
آپریچنا ۱۷۱ کیلومترمربع مساحت و ۱۳٬۴۱۱ نفر جمعیت دارد و ۷۳ متر بالاتر از سطح دریا واقع شده‌است.

## خواهرخوانده
شهر التاویلا ویسنتینا خواهرخواندهٔ آپریچنا هست.